# Ngasinan (Bulu)
Ngasinan is een bestuurslaag in het regentschap Sukoharjo van de provincie Midden-Java, Indonesië. Ngasinan telt 3553 inwoners (volkstelling 2010).